# 크리스토퍼 라킨
크리스토퍼 라킨(Christopher Larkin, 1987년 10월 2일 ~ )은 미국의 배우이다.

## 내력
크리스토퍼 라킨은 1987년 10월 2일 대한민국 대구직할시 (現 대구광역시)에서 윤하정이라는 이름으로 태어났다. 4개월이 되었을때, 미국의 일레인과 피터 라킨 부부에 의해 입양되어 코네티컷주 히브런에서 성장하였다.